# Schwerbelastungskörper

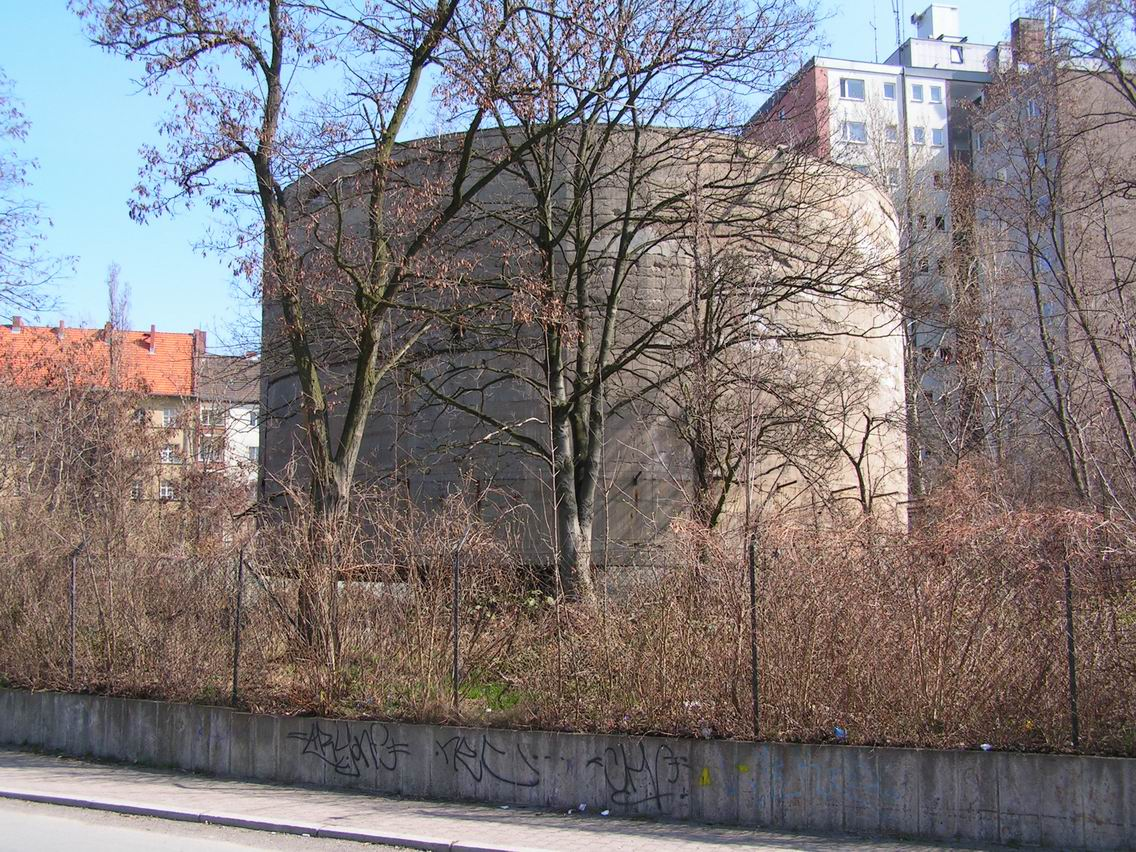
Le Schwerbelastungskörper.

Le Schwerbelastungskörper  (littéralement « corps de charge lourde ») est un monumental cylindre de béton situé à Berlin, en Allemagne. 

## Situation
La structure est située à l'intersection des rues Dudenstraße, General-Pape-Straße, et Loewenhardtdamm, au nord-ouest de l'arrondissement de Berlin-Tempelhof.

## Historique
Il a été construit entre 1941 et 1942 pour un coût de 400 000 Reichsmarks afin d'étudier la possibilité de construire un gigantesque arc de triomphe dans le cadre du projet de refonte urbanistique nazi de la ville de Berlin, Welthauptstadt Germania, mené par Albert Speer. Il mesure 18 mètres de hauteur et 21 de diamètre et pèse 12 650 tonnes. Il était convenu que s'il s'enfonçait d'environ 6 cm, le projet ne pourrait pas aboutir. Après trois ans d'essais, il s'était enfoncé de 18 cm. Construit près d'immeubles d'habitation, il n'a donc pas pu être dynamité à la fin de Seconde Guerre mondiale. Depuis 1995, classé monument historique, il est protégé.